# 연산군 (황해북도)
연산군(延山郡)은 조선민주주의인민공화국의 황해북도 북부에 있는 군이다.

## 지리
동부는 신평군, 남부는 수안군·연탄군, 서부는 상원군, 북부는 남강을 사이에 두고 평양시 강동군·평안남도 회창군과 잇닿아 있다. 
북쪽 변두리로 대동강의 제1지류인 남강이 굽이굽이 에돌아 흐르고 있다.

## 역사
해방 무렵에는 수안군 공포면과 도소면 지역이었다. 1952년 12월 수안군의 도소면, 수구면, 연암면, 공포면과 대오면의 6개 리, 곡산군 서촌면의 1개 리를 합병해 연산군(연산읍, 18개 리)을 신설했다.

## 행정 구역
1읍 1구 14리로 구성된다.
- 연산읍 (延山邑)
- 홀동로동자구 (笏洞勞動者區)
- 상곡리 (祥谷里)
- 대평리 (大坪里)
- 도치리 (道峙里)
- 신락리 (新樂里)
- 반천리 (飯泉里)
- 송산리 (松山里)
- 대산리 (大山里)
- 공포리 (公浦里)
- 방정리 (芳井里)
- 송촌리 (松村里)
- 대룡리 (大龍里)
- 옥덕리 (玉德里)
- 생금리 (生金里)
- 대군리 (大軍里)